# Aliaksandra Herasimenia
Aliaksandra Viktarauna Herasimenia (în belarusă: Аляксандра Віктараўна Герасіменя; n. 31 decembrie 1985, Minsk, RSS Bielorusă, URSS) este o fostă înotătoare de performanță din Belarus, specializată în probele de sprint în stil liber și spate. A reprezentat Belarus la trei ediții ale Jocurile Olimpice (2008, 2012, 2016), obținând două medalii de argint și una de bronz.

## Carieră sportivă
Herasimenia s-a remarcat încă de la nivel juvenil, câștigând aur la Campionatele Europene de juniori (2001). A revenit în competiții după o suspendare de doi ani în 2003 și a continuat să evolueze la cel mai înalt nivel internațional. A devenit campioană mondială în 2011 (100 m liber, Shanghai), iar la Jocurile Olimpice de vară din 2012 a cucerit două medalii de argint. În 2016, la Rio, a câștigat bronzul la 50 m liber.

## Activism
După încheierea carierei, a devenit activistă civică și cofondatoare a Fundației Belarusă pentru Solidaritate Sportivă (BSSF). A fost condamnată în contumacie de regimul Lukașenko în 2022 pentru „activități extremiste”.